# George Papp
Pour les articles homonymes, voir Papp.
George Papp (20 janvier 1916 - Oradell, 8 août 1989) est un auteur de comic book américain.

## Biographie
George Papp naît le 20 janvier 1916. Il commence à travailler pour DC Comics sur les premiers comics de Superman où il dessine des dessins humoristiques. On lui confie ensuite les aventures de Pep Morgan publiées dans Action Comics. Il travaille aussi sur Congo Bill qu'il crée probablement avec Whitney Ellsworth.  et Clip Carson. En novembre 1941, il crée avec Mort Weisinger Green Arrow dans More Fun Comics. Après avoir servi durant la seconde guerre mondiale, il retrouve ce personnage  qu'il garde durant plusieurs années. En 1958, il succède à John Sikela sur les aventures de Superboy. Il y travaille jusqu'en 1967.
Il a travaillé notamment pour DC Comics sur la série des Superboy. En 1968, il est renvoyé de DC avec d'autres auteurs de comics pour avoir demandé une mutuelle pour la santé et la retraite. Il travaille alors comme dessinateur de publicités. Il meurt le 8 août 1989.